# Cratobracon ruficeps
Cratobracon ruficeps är en stekelart som beskrevs av Cameron 1901. Cratobracon ruficeps ingår i släktet Cratobracon och familjen bracksteklar. Inga underarter finns listade i Catalogue of Life.